# Daniel Anderson
Pas d'image ? Cliquez ici
Daniel Anderson, né le 3 mai 1967 à Sydney (Australie), est un entraîneur australien de rugby à XIII. Il est l'une des entraîneurs marquant les années 2000. Il prend en main la franchise néo-zélandaise New Zealand Warriors qui évolue en National Rugby League, franchise qui atteint pour la première fois de son histoire la finale de NRL en 2002, il devient ensuite sélectionneur de la Nouvelle-Zélande une année avant de se rendre en hémisphère nord et de rejoindre St Helens RLFC en Super League. Il s'y construit un palmarès remportant la Super League en 2006 et trois coupes d'Angleterre en 2006, 2007 et 2008. En fin d'année 2008, il regagne l'Australie pour avoir la charge des Parramatta Eels qu'ils mènent dès sa première saison en finale de la NRL malgré une huitième place en saison régulière.

## Biographie
Daniel Anderson naît à Sydney en Australie.
En décembre 2022, il devient quadriplégique à la suite d'un accident de bodysurf.